# Hélène Kérillis
Hélène Kérillis est une autrice de livres pour la jeunesse née à Bordeaux le 15 juin 1951,,,,.

## Biographie

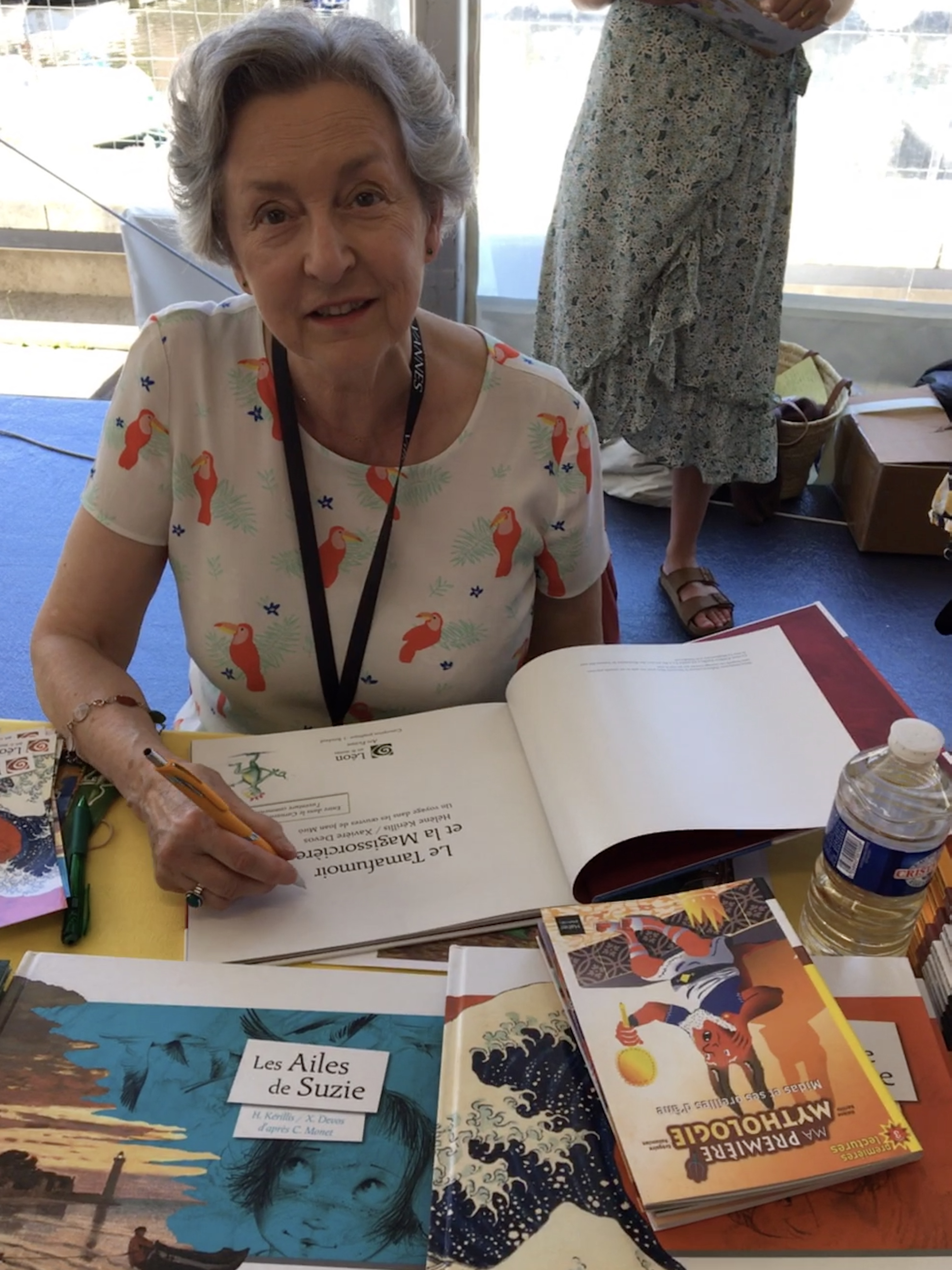
Hélène Kérillis en dédicace

Originaire d'Aquitaine, elle a suivi des études de lettres classiques et d'arts plastiques, avant de se tourner vers la littérature de jeunesse. Lecture et écriture sont pour elle des moyens d'appréhender le monde et d'enrichir les rencontres humaines : écrire, c'est établir une communication en différé avec les autres. Tout ce que les êtres humains ont découvert, inventé, imaginé l’intéresse, Histoire, Arts, Sciences… et ses livres reflètent cette curiosité humaniste. Son travail vise à faire découvrir le patrimoine culturel au plus grand nombre. Dans cet objectif, elle adapte pour un jeune public de grandes œuvres littéraires ou mythologiques et écrit des ouvrages sur les grandes découvertes. Elle s'intéresse également à la fiction, avec en particulier plusieurs collections à partir des œuvres d'art : Mini Léon et Art-Fiction chez l'éditeur Léon art & stories, Pont des Arts chez l'éditeur l'Elan vert.  Depuis 1996, elle a publié, pour un public de trois à douze ans, plus de cent-vingt livres dont plusieurs ont été traduits en anglais, italien, espagnol, grec ou coréen. 

## Ouvrages
Elle a écrit plus d'une centaine de livres, :
- Baba Yaga, la sorcière de la forêt, 2024
- La double vie du Dr Jekyll, 2024

- New York/New York City, 2024

- Arbres/Trees, 2024

- Le héros de Notre-Dame, 2024

- Des sorcières à Salem, 2024

- Fafnir, le dragon du Nord, 2023
- Un fantôme à Canterville, 2023

- Dracula le vampire, 2023
- La créature de Frankenstein, 2023
- Îles/Islands, 2023

- Hercule et les pommes d'or,2023
- Ulysse et les sortilèges de Circé',2022
- Hercule contre l'hydre de Lerne,2022
- Petites bêtes,2022
- Prométhée et le feu de l'Olympe,2021
- Les yeux de Méduse,2020
- Noir et blanc,2019
- Bleu,2019
- Jaune, 2019
- Le Tamafumoir et la Magissorcière, 2018
- Remus et Romulus, les fils de la Louve, 2018
- Les enfants parallèles, 2018
- Rouge, 2018
- Isis et Osiris, 2018
- Jason à la conquête de la Toison d'or, 2018
- Des dieux et des héros, 2017
- Vert, 2017
- Jason à la conquête de la Toison d'or, 2017
- L'extraordinaire voyage d'Ulysse, 2017
- Ulysse prisonnier du cyclope, 2017
- Hercule contre Cerbère, 2017
- Le retour d'Ulysse, 2017
- Les ailes de Suzie, 2017
- Ulysse et le chant des sirènes, 2017, réédité en 2018
- L'odyssée, 2017
- Tic ! Tac !, 2017
- Mythologie & histoires de toujours, 2016
- Christophe Colomb et le Nouveau monde, 2016
- Les douze travaux d'Hercule, 2016
- Enlèvement chez les dieux, 2016
- Hercule et les chevaux ensorcelés, 2016
- La malédiction de Toutankhamon, 2016
- Des monstres et des héros, 2016
- L'or du roi Midas, 2016, réédité en 2018
- Pégase, le cheval ailé, 2016
- Fées, 2016
- Jardins, 2016
- série Ma première mythologie, une dizaine de titres, illustrés par  Grégoire Vallancien, 2013 - en cours
- Les tribulations d'un Chinois en Chine, 2015
- Le talon d'Achille, 2015, réédité en 2016 et 2018
- Enlèvement chez les dieux, 2015
- Les Brinderiens et le télé-féérique, 2015
- Monstres, 2015
- Nuages, 2015
- The Teeny-Weenies and the fairy-cab-car, 2015
- Hercule et les chevaux ensorcelés, 2015
- Neige, 2015
- Étoiles, 2015
- Soaring colors, 2014
- Under the great wave, 2014
- Kleurenwarreling, 2014
- Le retour d'Ulysse, 2014, réédité en 2016
- Sous la grande vague, 2014
- Œdipe et l'énigme du Sphinx, 2014, réédité en 2017
- La naissance de Zeus, 2014, réédité en 2017
- L'envol des couleurs, 2014
- Jeumagik, 2013
- Des monstres et des héros, 2013
- Le ruban bleu du ciel, 2013
- The sky blue ribbon, 2013
- The sun house, 2013
- La malédiction de Zar, 2013
- La maison soleil, 2013
- Thésée et le fil d'Ariane, 2013, réédité en 2017
- Tom Pouce, 2013
- The tulip heart, 2013
- Het tulpenhart, 2013
- Het zonnehuis, 2013
- Le cœur tulipe, 2013
- Le Chat botté, 2013
- La petite bibliothèque de Chiara, 2013
- La nuit des sirènes, 2013
- The night of the mermaids, 2013
- De nacht van de zeemeerminnen, 2013
- Un oiseau en hiver, 2013
- Mystères en coulisse, 2013
- Des dieux et des héros, 2012
- Ulysse prisonnier du Cyclope, 2012
- Hercule contre Cerbère, 2012
- Princesses des quatre vents, 2011
- La couleur de la nuit, 2010
- Mystère sous les arbres, 2010
- Mystères en coulisse, 2009
- Si j'étais princesse et toi chevalier au château de Pierrefonds, 2009
- Péo-Péo, le rouge-gorge, 2009
- Petite musique des contes, 2008
- Si j'étais... écuyère au cirque Boltano, 2008
- Action cœur, 2008
- Mamie-des-neiges, 2008
- Contes à tire-d'aile, 2008
- La charmeuse de serpents, 2008
- L'inconnu des coulisses, 2008
- Un oiseau en hiver, 2007
- La magissorcière et le tamafumoir, 2007
- Contes de la mer, 2007
- Christophe Colomb et le Nouveau monde, 2007
- La petite fille qui rêvait d'oies, 2007
- L'ours de Noël, 2006
- Pégase, le cheval ailé, 2006
- La malédiction de Toutankhamon, 2006
- L'auteur viendra demain, 2006
- Contes d'hiver, 2006
- Contes d'Arménie, 2006
- La classe de 6e contre les troisièmes, 2006
- Le cirque aux étoiles, 2006
- Le miroir de l'invisible, 2005
- Juruva, 2005
- La classe de 6e au Puy du Fou, 2005
- Les mille et une nuits de Shéhérazade, 2005, réédité en 2017
- Kotia et le seigneur Jaguar, 2005
- Les folles aventures de don Quichotte, 2004
- La classe de 6e et le monstre du Loch Ness, 2004
- Un Noël noir et blanc, 2004
- Un Noël en noir et blanc, 2003
- Les douze travaux d'Hercule, 2003
- La classe de 6e et les extraterrestres, 2003
- La classe de 6e découvre l'Europe, 2001
- Trois nuits, 2000
- La classe de 6e, 1999
- La classe de 6e au Futuroscope, 1999
- Le cheval de Troie, 1998, réédité en 2013, 2016 et 2017
- L'extraordinaire voyage d'Ulysse, 1998
- Icare, l'homme-oiseau, 1998, réédité en 2016
- La classe de 6e tourne un film, 1997
- La classe de 6e et la tribu des Cro-Magnon, 1996